# Secuieni (Harghita)
Secuieni (in ungherese Újszékely) è un comune della Romania di 2 788 abitanti, ubicato nel distretto di Harghita, nella regione storica della Transilvania.
Il comune è formato dall'unione di 3 villaggi: Bodogaia, Eliseni, Secuieni.
La maggioranza della popolazione (circa il 93%) è di etnia Székely.